# Équipe du Nigeria de football à la Coupe d'Afrique des nations 2023
L’équipe du Nigeria de football participe à la Coupe d'Afrique des nations 2023 organisée en Côte d'Ivoire du 13 janvier au 11 février 2024. Il s'agit de la 20e participation des Super Eagles, emmenés par José Peseiro. Ils s'inclinent en finale contre le pays hôte (2-1).

## Qualifications
Le Nigeria est placé dans le groupe A des qualifications qui se déroulent de juin 2022 à septembre 2023. Les Super Eagles se qualifient à l'issue de la cinquième journée. Cette campagne est marquée par la victoire 10-0 face à Sao Tomé-et-Principe (plus large victoire de l'histoire du Nigeria) et la défaite surprise à domicile face à la Guinée-Bissau.
| Rang | Équipe               | Pts | J | G | N | P | Bp | Bc | Diff |  | Résultats (▼ dom., ► ext.) |      |     |     |     |
| ---- | -------------------- | --- | - | - | - | - | -- | -- | ---- |  | -------------------------- | ---- | --- | --- | --- |
| 1    | Nigeria              | 15  | 6 | 5 | 0 | 1 | 22 | 4  | +18  |  | Nigeria                    |      | 0-1 | 2-1 | 6-0 |
| 2    | Guinée-Bissau        | 12  | 6 | 4 | 1 | 1 | 11 | 5  | +6   |  | Guinée-Bissau              | 0-1  |     | 2-1 | 5-1 |
| 3    | Sierra Leone         | 5   | 6 | 1 | 2 | 3 | 10 | 11 | -1   |  | Sierra Leone               | 2-3  | 2-2 |     | 2-2 |
| 4    | Sao Tomé-et-Principe | 1   | 6 | 0 | 2 | 4 | 3  | 26 | -23  |  | Sao Tomé-et-Principe       | 0-10 | 0-1 | 0-2 |     |

### Statistiques

#### Buteurs
| Buts | Joueurs                                                                                           |
| ---- | ------------------------------------------------------------------------------------------------- |
| 10   | Victor Osimhen                                                                                    |
| 2    | Ademola Lookman, Terem Moffi, Moses Simon                                                         |
| 1    | Taiwo Awoniyi, Samuel Chukwueze, Emmanuel Dennis, Oghenekaro Etebo, Alex Iwobi, Kelechi Iheanacho |

## Préparation
- Les Super eagles se sont réunis le mercredi 17 janvier 2024 à l'école de police d'Abidjan sur leur terrain d'entraînement pour une préparation avant de jouer leur deuxième match de poule contre les Eléphants de Côte d'Ivoire qui aura lieu le jeudi 18 janvier 2024 au stade Alassane Ouattara d'Ebimpé[4].
- Le sélectionneur de l'équipe du Nigeria, a ce vendredi 26 janvier 2024 réuni les Super eagles à leur terrain d'entraînement situé à l'école de police d'Abidjan pour une préparation pour les huitièmes de finale qui se jouera contre le Cameroun, le samedi 27 janvier 2024 au stade Félix Houphouët Boigny au Plateau[5].

## Compétition
- Considéré comme l'un des favoris de la CAN 2023, le Nigeria fait son entrée en lice face à la Guinée Equatoriale sous un match nul de (1-1) le dimanche 14 janvier 2024 sous une forte chaleur (32°C) au stade d'Ebimpé. L'attaquant Equatoguinéen, Iban Edu, ouvre le score pour le Nzalang Nacional, avant que le ballon d'or africain 2023 Victor Osimhen n'égalise aussitôt pour inscrire son tout premier but de sa carrière à la CAN[6].
- Avec un début un peu difficile de la compétition face à la  Guinée Equatoriale, le jeudi 18 janvier 2024 au stade d'Ebimpé, le Nigeria bat la Côte d'Ivoire (1-0) à la suite d'un penalty obtenu en seconde période par Victor Osimhen et transformé par William Troost-Ekong[7].
- Le Nigeria termine 2e du groupe A de la CAN 2023 à la suite de sa victoire contre la Guinée Bissau sous le score de (1-0), le lundi 22 janvier 2024 au Stade Félix Houphouët-Boigny d'Abidjan. Devancé à la différence de buts par la Guinée Equatoriale[8].
- Lors des 8es de finale, le Nigeria a éliminé le Cameroun sur un score de (2-0) le samedi 27 janvier 2024 à Abidjan lors de la CAN 2023[9].
- Le vendredi 02 février 2024, les Super Eagles du Nigéria ont battu l'équipe de l'Angola (1-0) en 1/4 de finale lors de la 34e Coupe d'Afrique des nations (CAN 2023) au stade Félix Houphouët Boigny[10].
- Le mercredi 7 février 2024 à Bouaké, s'est tenu la demi-finales de la CAN 2023, opposant les Super Eagles du Nigéria aux bafana bafana de l'Afrique du Sud. Avec une première période assez bousculée, les Super Eagles finissent par ouvrir le score a la 67e minute de jeu. Guidés par leur locomotive Osimhen, Le buteur napolitain provoque un penalty en se jouant de la naïveté de Mothobi Mvala. Penalty transformé par le capitaine William Troost-Ekong (1-0, 67e). A la 90e, un retournement de situation inespéré permet à Teboho Mokoena de l'Afrique du Sud de remettre les pendules à l’heure au bout du temps réglementaire (1-1 ). Sonné, le Nigeria frôlait la catastrophe et termine aux tirs au but (4-2 tab) qu'il fini par remporter. Les hommes de José Peseiro joueront leur première finale depuis leur sacre en 2013, face au vainqueur de Côte d'Ivoire-RD Congo[11].
- Battue ce dimanche 11 février 2024 par la Côte d’Ivoire sous un score (1-2) en finale de la CAN 2023, l’équipe du Nigeria peut se consoler avec les cadeaux du président de la république Bola Tinubu à la suite de leur retour au pays. De retour au pays ( Nigeria) après la défaite face au pays organisateur de la CAN 2023, les Super Eagles ont été reçus le mardi 13 février 2024 par le chef de l’État, à la villa présidentielle à Abuja[12].

### Tirage au sort
Le tirage au sort de la CAN 2023 est effectué le 12 octobre 2023 au Parc des expositions d’Abidjan. Le Nigeria, 6e nation africaine au classement FIFA (40e), est placée dans le chapeau 2. Le tirage place les Super Eagles dans le groupe A, avec la Côte d'Ivoire (chapeau 1 en tant que pays-hôte, 50e au classement FIFA), la Guinée équatoriale (chapeau 3, 92e) et  la Guinée-Bissau, (chapeau 4, 106e).

### Premier tour
| Rang | Équipe             | Pts | J | G | N | P | Bp | Bc | Diff |
| ---- | ------------------ | --- | - | - | - | - | -- | -- | ---- |
| 1    | Guinée équatoriale | 7   | 3 | 2 | 1 | 0 | 9  | 3  | +6   |
| 2    | Nigeria            | 7   | 3 | 2 | 1 | 0 | 3  | 1  | +2   |
| 3    | Côte d'Ivoire      | 3   | 3 | 1 | 0 | 2 | 2  | 5  | -3   |
| 4    | Guinée-Bissau      | 0   | 3 | 0 | 0 | 2 | 2  | 7  | -5   |

| 1re journée           | Nigeria     | 1 - 1   | Guinée équatoriale      | Stade Alassane Ouattara, Abidjan             |                                              |
| 14 janvier 2024 14h00 | Osimhen 38e | (1 - 1) | 36e Salvador            | Spectateurs : 8 500 Arbitrage : Tom Abongile | Spectateurs : 8 500 Arbitrage : Tom Abongile |
| 14 janvier 2024 14h00 | Sanusi 65e  | Rapport | 26e Bikoro · 85e Balboa | Spectateurs : 8 500 Arbitrage : Tom Abongile | Spectateurs : 8 500 Arbitrage : Tom Abongile |

| 2e journée            | Côte d'Ivoire | 0 - 1   | Nigeria                 | Stade Alassane Ouattara, Abidjan |                              |
| 18 janvier 2024 17h00 |               | (0 - 0) | 55e (pen.) Troost-Ekong | Arbitrage : Mustapha Ghorbal     | Arbitrage : Mustapha Ghorbal |
| 18 janvier 2024 17h00 |               | Rapport | 90+2e Nwabali           | Arbitrage : Mustapha Ghorbal     | Arbitrage : Mustapha Ghorbal |

| 3e journée            | Guinée-Bissau                               | 0 - 1   | Nigeria               | Stade Félix-Houphouët-Boigny, Abidjan |                              |
| 22 janvier 2024 17h00 |                                             | (0 - 1) | 36e (csc) O. Sanganté | Arbitrage : Bouchra Karboubi          | Arbitrage : Bouchra Karboubi |
| 22 janvier 2024 17h00 | S. Ajayi 44e · F. Oneka 50e · C. Bassey 94e |         |                       | Arbitrage : Bouchra Karboubi          | Arbitrage : Bouchra Karboubi |

### Phase à élimination directe
| Huitième de finale    | Nigeria                | 2 - 0   | Cameroun               | Stade Félix-Houphouët-Boigny, Abidjan |                            |
| 27 janvier 2024 20h00 | Lookman 36e 90e        | (1 - 0) |                        | Arbitrage : Redouane Jiyed            | Arbitrage : Redouane Jiyed |
| 27 janvier 2024 20h00 | Simon 87e · Aina 90+5e | Rapport | 53e Wooh · 71e Nkoudou | Arbitrage : Redouane Jiyed            | Arbitrage : Redouane Jiyed |

| Quart de finale      | Nigeria     | 1 - 0   | Angola                               | Stade Félix-Houphouët-Boigny, Abidjan |                     |
| 2 février 2024 17h00 | Lookman 41e | (1 - 0) |                                      | Arbitrage : Issa Sy                   | Arbitrage : Issa Sy |
| 2 février 2024 17h00 | Bassey 55e  | Rapport | 71e Gaspar · 71e Mabululu · 74e Dala | Arbitrage : Issa Sy                   | Arbitrage : Issa Sy |

| Demi-finale          | Nigeria                                          | 1 - 1                 | Afrique du Sud                        | Stade de Bouaké, Bouaké |                       |
| 7 février 2024 17h00 | Troost-Ekong 67e (pen.)                          | (0 - 0, 1 - 1, 1 - 1) | 90e (pen.) Mokoena                    | Arbitrage : Amin Omar   | Arbitrage : Amin Omar |
| 7 février 2024 17h00 | Onyeka 101e · Troost-Ekong 120e                  | Rapport               | 115e Kekana ·                         | Arbitrage : Amin Omar   | Arbitrage : Amin Omar |
| 7 février 2024 17h00 | Moffi · Omeruo · Aina · Troost-Ekong · Iheanacho | Tirs au but 4 - 2     | Mokoena · Mayambela · Makgopa · Mvala | Arbitrage : Amin Omar   | Arbitrage : Amin Omar |

| Finale                | Nigeria                | 1 - 2   | Côte d'Ivoire                             | Stade Alassane Ouattara, Abidjan |                          |
| 11 février 2024 20h00 | Troost-Ekong 38e       | (1 - 0) | 63e Kessié · 81e Haller                   | Arbitrage : Dahane Beida         | Arbitrage : Dahane Beida |
| 11 février 2024 20h00 | Nwabili 53e · Aina 90e | Rapport | 54e Aurier · 87e S. Fofana · 90+7e Ndicka | Arbitrage : Dahane Beida         | Arbitrage : Dahane Beida |

### Statistiques

#### Buteurs
| Buts | Joueurs              | Adversaires                            |
| ---- | -------------------- | -------------------------------------- |
| 3    | Ademola Lookman      | Cameroun (2) Angola (1)                |
| 3    | William Troost-Ekong | Côte d'Ivoire (1+1) Afrique du Sud (1) |
| 1    | Victor Osimhen       | Guinée équatoriale                     |
| csc  | Opa Sanganté         | Guinée-Bissau                          |